# Psecas jaguatirica
Psecas jaguatirica är en spindelart som beskrevs av Mello-Leitao 1941. Psecas jaguatirica ingår i släktet Psecas och familjen hoppspindlar. Inga underarter finns listade i Catalogue of Life.